# Tanasak Srisai
Tanasak Srisai (tiếng Thái: ธนะศักดิ์ ศรีใส, sinh ngày 25 tháng 9 năm 1989), còn được biết với tên đơn giản Bee (tiếng Thái: บี), là một cầu thủ bóng đá người Thái Lan thi đấu ở vị trí trung vệ cho câu lạc bộ Giải bóng đá Ngoại hạng Thái Lan Chiangrai United.

## Sự nghiệp câu lạc bộ
Phong độ của Tanasak với TOT S.C. là rất ấn tượng và là một trong những cầu thủ chính ở đội, vì vậy Buriram United mua anh năm 2013. Sau mùa giải 2013 khởi tranh, anh thi đấu tốt và ra sân thường xuyên cho câu lạc bộ. Anh ghi bàn thắng đầu tiên cho Buriram trước Chonburi FC năm 2013.

## Sự nghiệp quốc tế
Anh được triệu tập bởi Winfried Schäfer thi đấu Cúp Nhà vua Thái Lan 2012. Vào 6 tháng 3 năm 2014, anh ra mắt cho Thái Lan trước Liban ở Vòng loại Cúp bóng đá châu Á 2015.

### Quốc tế
Tính đến 12 tháng 11 năm 2015
| Đội tuyển quốc gia | Năm  | Số trận | Bàn thắng |
| ------------------ | ---- | ------- | --------- |
| Thái Lan           | 2014 | 1       | 0         |
| Thái Lan           | Tổng | 1       | 0         |

## Danh hiệu

### Câu lạc bộ
Buriram United
- Giải bóng đá Ngoại hạng Thái Lan
  -  Vô địch (2): 2013, 2014
- Cúp Hiệp hội Bóng đá Thái Lan
  -  Vô địch (1): 2013
- Cúp Liên đoàn Bóng đá Thái Lan
  -  Vô địch (1): 2013
- Toyota Premier Cup
  -  Vô địch (1): 2014
- Cúp Hoàng gia Kor
  -  Vô địch (2): 2013, 2014

Ubon UMT United
- Regional League Division 2
  -  Vô địch (1): 2015

Chiangrai United
- Thailand Champions Cup
  -  Vô địch (1): 2018